# Baron Darcy of Nocton
Baron Darcy of Nocton (auch D'Arcy of Nocton) war ein erblicher britischer Adelstitel in der Peerage of England.

## Verleihung und Geschichte des Titels
Die Baronie wurde am 29. Dezember 1299 von König Eduard I. für Philip Darcy, Herr von Nocton in Lincolnshire, geschaffen, indem dieser durch Writ of Summons ins königliche Parlament berufen wurde.
Bei seinem Tod erbte sein Sohn Norman den Titel als 2. Baron. Dieser starb 1340 ohne jemals ins Parlament berufen worden zu sein, woraufhin der Titel an dessen Sohn Philip als 3. Baron fiel, der noch minderjährig war, als er um 1350 starb. Der Titel fiel daraufhin in Abeyance zwischen den Nachfahren von dessen Tanten, den Töchtern des 1. Barons.

## Liste der Barone Darcy of Nocton (1299)
- Philip Darcy, 1. Baron Darcy of Nocton (1258–1332)
- Norman Darcy, 2. Baron Darcy of Nocton († 1340)
- Philip Darcy, 3. Baron Darcy of Nocton († um 1350) (Titel abeyant um 1350)